# Francisco Raposo de Oliveira
Francisco Raposo de Oliveira (Nordeste, 8 de janeiro de 1881 — Lisboa, 17 de janeiro de 1933), mais conhecido como Raposo de Oliveira, foi um poeta e jornalista que se destacou no panorama jornalístico de Lisboa, onde foi redactor e director de alguns dos mais relevantes jornais portugueses do tempo.

## Biografia
Nasceu na vila do Nordeste, na Ilha de São Miguel, nos Açores, de onde a sua família era originária, mas esta mudou-se para Ponta Delgada pouco depois do seu nascimento. Cresceu em Ponta Delgada, na freguesia de São Pedro, tendo frequentado o ensino secundário no Liceu daquela cidade. Empregou-se como caixeiro, mas desde cedo demonstrou apetência pela escrita, especialmente pela poesia, tendo publicado o seu primeiro livro de versos aos 17 anos de idade. Em 1899, começou a trabalhar como redactor no jornal O Heraldo, para fundar e dirigir em 1902, o semanário A Nova, ambos na cidade de Ponta Delgada.
Em 1904, com 23 anos de idade, partiu para Lisboa, a convite do jornalista faialense António Baptista, com o objectivo de colaborar na redacção e coordenação do Álbum Açoreano, uma publicação da Casa Bertrand, em edição de luxo com grande recurso à ilustração e com cuidado grafismo. Esta obra, saída em fascículos, destinava-se a comemorar a visita do rei D. Carlos I aos Açores, ocorrida em julho de 1901. Divulga a vida económica, cultural e social açoriana, além de uma abordagem ligeira à história das ilhas,ainda considerada um fonte informativa relevante sobre o arquipélago nessa época.
A partir de então iniciou a colaboração na imprensa de Lisboa, onde rapidamente ganhou fame de excelente redator. Dirigiu os periódicos Jornal das Colónias, Portugal, Diário Liberal, Diário Ilustrado, Diário Nacional e A Época. Chefiou as redações de A Vitória, Situação e A Luta. Terminou a sua carreira como redactor de A República e de O Século.
Paralelamente, em 1920 ingressou nos quadros do Ministério do Trabalho. Foi um dos fundadores da Casa dos Jornalistas, organismo depois integrado no Sindicato da Imprensa.
É autor de uma extensa obra literária que inclui poesia, ficção em prosa e teatro. Sobre a sua obra o crítico Pedro da Silveira afirma que «é de entre os poetas açorianos da geração pós-simbolista, o mais açoriano de todos na temática, em especial na Via Sacra, o melhor dos seus livros. Impenitentemente romântico e sentimentalmente idealista, tinha o culto exaltado da mulher, e formalmente era parnasiano». Ocasionalmente enveredou pela poesia de carácter social. Uma das suas obras mais conhecidas é o livro  de poesia Via Sacra.
Em 1934, a autarquia de Nordeste prestou-lhe homenagem, tendo sido descerrada uma placa na casa onde nasceu.

## Publicações
Para além da sua obra dispersa por múltiplos periódicos, é autor, entre outras, das seguintes monografias:
- (1898), Ardentias. Ponta Delgada, s.n..
- (1901), Natal. Ponta Delgada, s.n..
- (1903), Orações de amor. Ponta Delgada, Tip. Diário dos Açores.
- (1906), Pão. Lisboa, Viúva Tavares Cardoso.
- (1927), Via Sacra. Lisboa, Livraria Universal de Armando.
- (1928), O Poeta do Só. Lisboa, Livraria Central.